# Wervicq-Sud
Wervicq-Sud – miejscowość i gmina we Francji, w regionie Hauts-de-France, w departamencie Nord.
Według danych na rok 1990 gminę zamieszkiwało 4328 osób, a gęstość zaludnienia wynosiła 850 osób/km² (wśród 1549 gmin regionu Nord-Pas-de-Calais Wervicq-Sud plasuje się na 204. miejscu pod względem liczby ludności, natomiast pod względem powierzchni na miejscu 672.).

## Współpraca
Miejscowość partnerska:
- Wervik, Belgia